# 海因里希·馮·特賴茨克
海因里希·哥特哈德·馮·特賴茨克男爵（德語：Heinrich Gotthard Freiherr von Treitschke；1834年9月15日—1896年4月28日）是德意志帝国时期德国历史学家、政治作家和帝国议会的民族自由党成员，普鲁士学派成员之一。他是一个极端的民族主义者，支持德国殖民主义，反对大英帝国。他还反对德国境内的天主教徒、波兰人、犹太人和社会主义者。
特赖茨克生于德累斯顿的军官家庭。曾在波恩大学和莱比锡大学受教育。1858年任莱比锡大学历史讲师，后又在弗赖堡大学、基尔大学、海德堡大学执教。1886年起被任命为“普鲁士钦定历史学家”。并任《普鲁士年鉴》编辑。1871—1884年任帝国国会议员。1874年起任柏林大学教授。1895年当选为柏林科学院院士。主张普鲁士王国用武力统一德国，建立争夺世界霸权的君主制国家。鼓吹普鲁士主义、种族主义和沙文主义，宣扬军国主义思想，成为俾斯麦在史学界的化身。主要著作有《十九世纪德国史》、《政治论》、《历史和政治论文集》四卷等。